# Pas ruchu dla rowerów

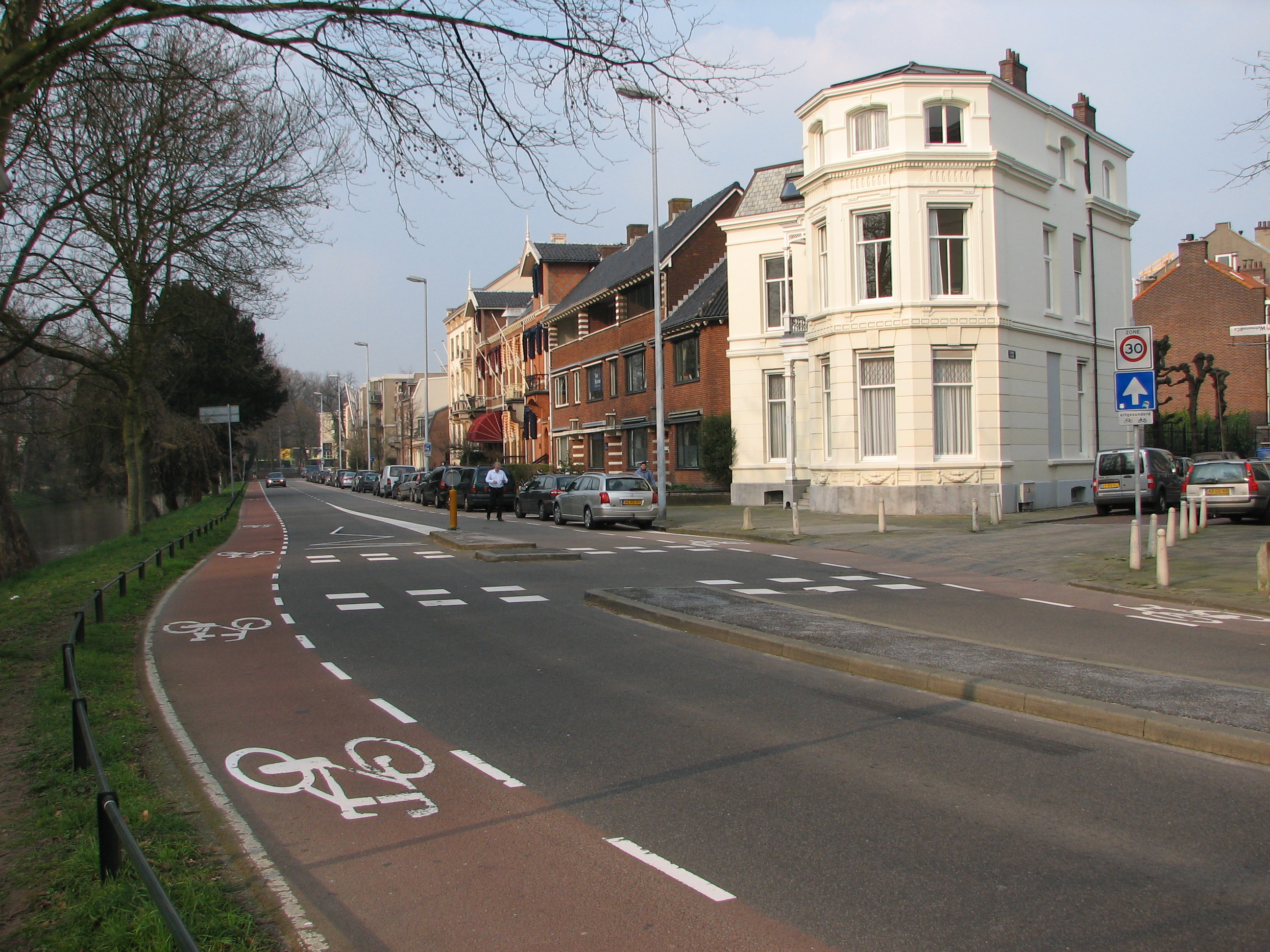
Pasy ruchu dla rowerów w Utrechcie w Holandii

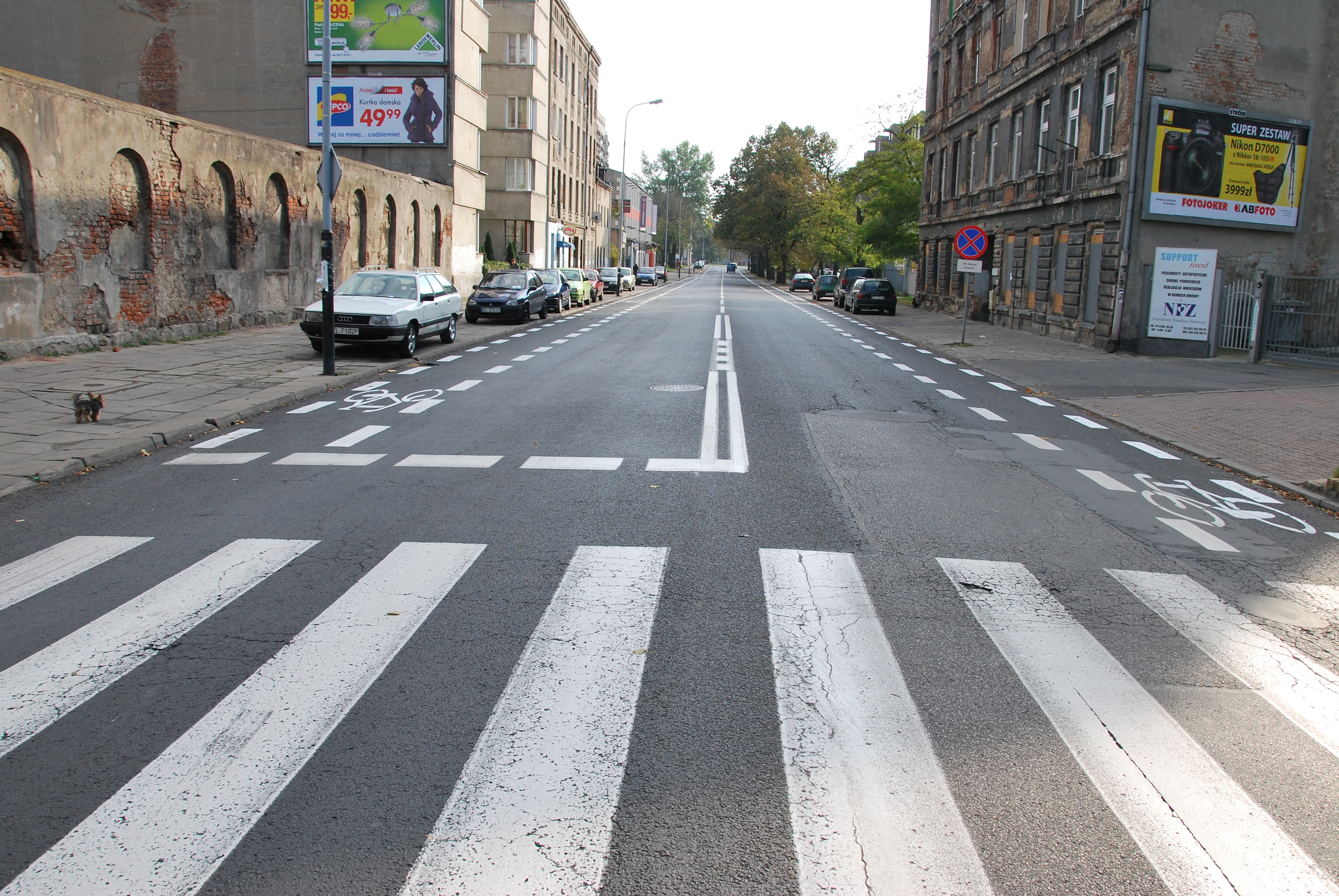
Pasy ruchu dla rowerów w Łodzi

Pas ruchu dla rowerów – część jezdni przeznaczona do ruchu rowerów w jednym kierunku oznaczona odpowiednimi znakami drogowymi.
Szczególnym przypadkiem pasa rowerowego jest kontrapas rowerowy. 

## Stosowanie
W 2014 roku w Holandii znajdowało się około 5,5 tys. km pasów ruchu dla rowerów (wydzielonych dróg dla rowerów było wówczas 37 tys. km).
Jednymi z pierwszych pasów ruchu dla rowerów w Polsce były pasy ruchu dla rowerów przy ul. Reymonta w Krakowie, które powstały w 1992 roku.

## Zalety i wady
Pasy ruchu dla rowerów są najtańszą i najszybszą w realizacji formą infrastruktury rowerowej w przypadku istniejącej jezdni. Istotną zaletą tego rozwiązania jest dobre skomunikowanie z układem drogowym oraz brak konfliktów z pieszymi. Rozwiązanie to jest przede wszystkim zalecane dla obszarów śródmiejskich. Rozwiązanie to bywa jednak krytykowane ze względu na niższe niż w przypadku drogi dla rowerów subiektywne odczucie bezpieczeństwa i wyższe ryzyko nielegalnego parkowania.
Według badań z 2019 roku miasta z wydzielonymi pasami ruchu dla rowerów miały 44% mniej ofiar śmiertelnych wypadków drogowych i 50% mniej poważnych obrażeń w wyniku kolizji. Zależność ta była szczególnie silna w miastach, w których pasy ruchu dla rowerów były oddzielone fizycznymi barierami od pasów ruchu dla samochodów.

## Oznakowanie i uwarunkowania prawne w Polsce

Znak F-19 „pas ruchu dla określonych pojazdów”

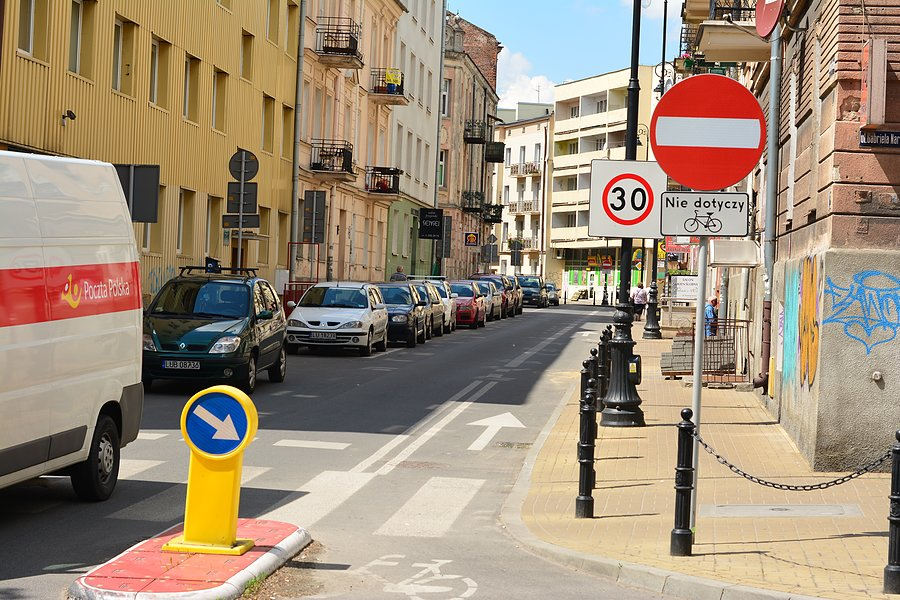
Kontrapas – szczególny przypadek pasa ruchu dla rowerów

Pasy ruchu dla rowerów można stosować na drogach klasy G, Z, L i D na terenie zabudowy. Jego szerokość wynosi pomiędzy 1,5 m a 2 m, z wyjątkiem skrzyżowań gdzie może zostać zwiększona do 3 m, a jego powierzchnia może być w całości lub częściowo oznaczona barwą czerwoną.
Pas ruchu dla rowerów wyznacza się na jezdni, oznaczając je znakiem P-23 „rower” i oddzielając od sąsiedniego pasa ruchu odpowiednią linią segregacyjną: P-1c „linia pojedyncza przerywana-wydzielająca”, P-1e „linia pojedyncza przerywana-prowadząca szeroko”, P-2b „linia pojedyncza ciągła-szeroka”, P-3b „linia jednostronnie przekraczalna-krótka” lub P-4 „linia podwójna ciągła”. Dopuszcza się dodatkowo stosowanie znaków P-8 (strzałek) w wersji mini. Pas ruchu dla rowerów od pozostałych pasów ruchu może być oddzielony również za pomocą wyspy dzielącej.
Do oznakowania pionowego pasów ruchu dla rowerów służy znak F-19 „pas ruchu dla określonych pojazdów”.
Szczególnym przypadkiem pasu ruchu dla rowerów jest kontrapas, czyli pas ruchu dla rowerów służący do jazdy w kierunku przeciwnym do pozostałych pojazdów.